# Aleksandr Aleksandrovitch Mikhaïlov
Pour les articles homonymes, voir Mikhaïlov.
Aleksandr Aleksandrovitch Mikhaïlov (né en 1888 à Morchansk, décédé en 1983) est un astronome russe, membre de l'Académie soviétique des Sciences.
Il travaille à l'observatoire de Poulkovo de 1947 à 1982, et est également directeur jusqu'en 1964.
L'astéroïde de la ceinture principale (1910) Mikhaïlov, découvert par Lioudmila Jouravliova, a été nommé en son honneur.